# Infanterie navale ukrainienne
L'infanterie navale ukrainienne (en ukrainien : Морська́ піхо́та Збро́йних сил Украї́ни, littéralement l'infanterie de marine des Forces armées de l'Ukraine, abrégé en МП ЗСУ) est l'arme rassemblant les troupes de marine des Forces armées de l'Ukraine. Depuis le 23 mai 2023, elle est indépendante de la Marine de guerre sous le nom de Corps de marine (Корпусу морської піхоти).
Ses unités sont théoriquement utilisées pour les opérations amphibies et amphibies-aéroportées, seule ou en coordination avec des formations et des unités des Forces terrestres afin de conquérir une portion de littoral, des îles, des ports ou des aérodromes côtiers d'un adversaire. Elles peuvent également être utilisées pour défendre des bases navales, des zones côtières et des îles séparées. Depuis l'invasion de l'Ukraine par la Russie en février 2022, les brigades de marine sont utilisées comme infanterie mécanisée, considérées comme d'élite en raison de leur recrutement plus exigeant que celui des Forces terrestres.

## Historique

### Première formation en 1918
En 1917, la révolution d'Octobre (en novembre du calendrier grégorien) entraîne la division de la flotte de la mer Noire entre ceux qui soutiennent les Blancs, les Rouges, les Noirs (de la Makhnovchtchina) ou les Jaunes-et-bleus (de la République populaire ukrainienne). Le 23 mai 1918, l'hetman Pavlo Skoropadsky, qui vient de prendre le pouvoir à Kiev avec le soutien de l'occupant allemand (période dite de l'« État ukrainien »), ordonne la formation d'une brigade d'infanterie de marine, à trois régiments.
La guerre civile limite cette création à deux unités de quelques centaines d'hommes, recrutés notamment chez les Houtsoules des Carpates : car Bender, Odessa, Nikolaïev, Kherson, Sébastopol, Kertch et Marioupol sont occupées par les troupes françaises, grecques et britanniques à partir de décembre 1918, d'où ils se font chasser par les bolcheviks en mars et avril 1919. Ces petites unités « de marine » participent aux combats de l'été 1919 au sein de l'Armée populaire ukrainienne contre l'Armée rouge, ainsi que contre l'armée des volontaires ; pour la première campagne d'hiver, les survivants sont intégrés dans d'autres unités.

### Seconde formation en 1993

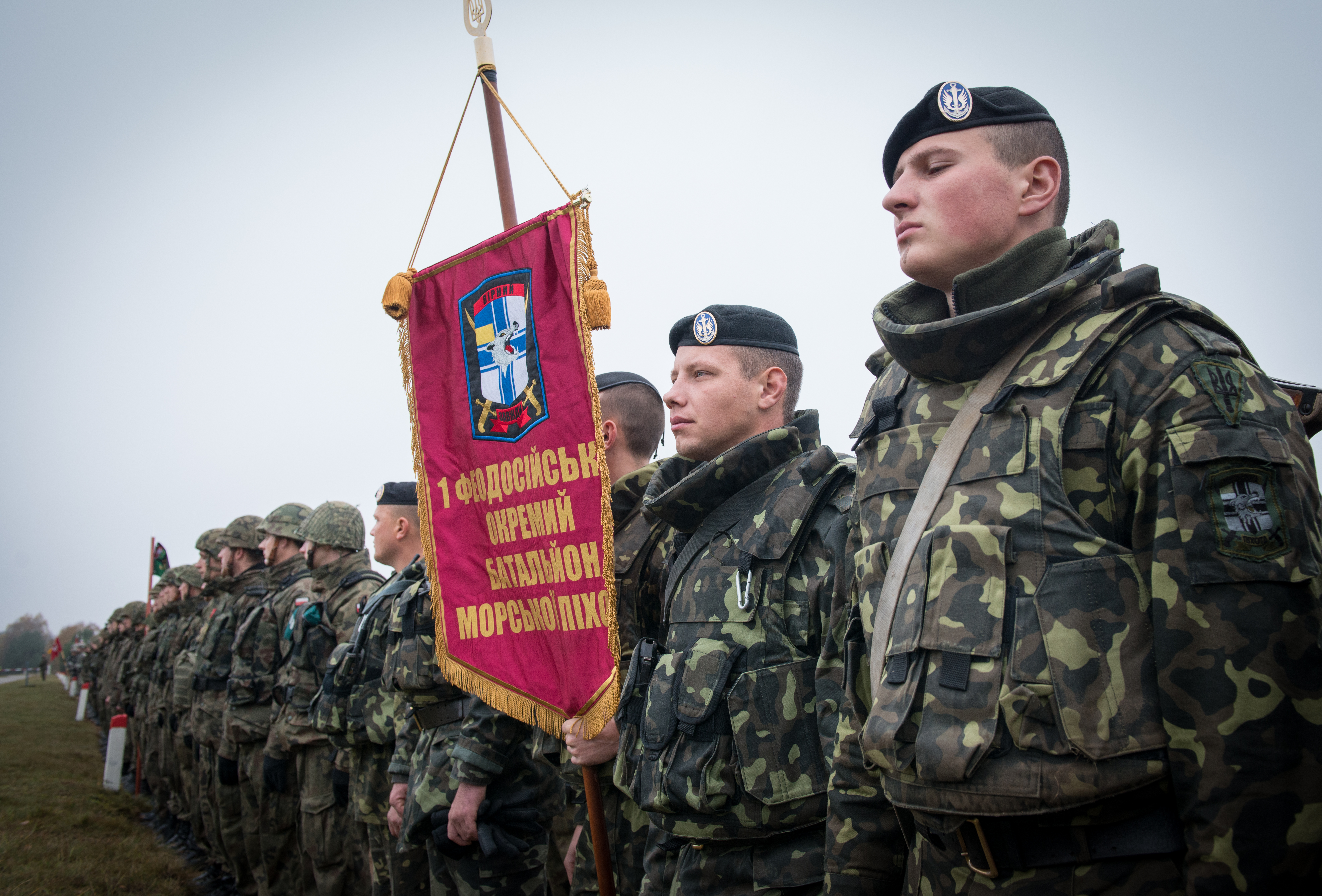
Le 1er bataillon à l'exercice en 2013.

Juste après la dislocation de l'URSS en décembre 1991, la flotte de la mer Noire devient un sujet de discorde entre les deux nouveaux États que sont l'Ukraine et la Russie. Toutes les forces soviétiques stationnées sur le territoire ukrainien passent théoriquement sous le commandement des Forces armées conjointes de la Communauté des États indépendants, mais des unités font elles-mêmes leur choix, influencées ou menacées par les différents pouvoirs civils et militaires. À Sébastopol, la principale unité est la 810e brigade d'infanterie navale, qui prend le parti de la Russie, tandis que les hommes de son 880e bataillon (de retour de la répression de Bakou) prêtent leur serment d'allégeance à l'Ukraine le 22 février 1992 : en réaction, l'amiral Igor Kasatonov, commandant de la flotte, dissout l'unité.
Le 1er juillet 1993, jour de création de la Marine ukrainienne, le 27e bataillon séparé d'infanterie de marine (27-й окремий батальйон морської піхоти) est constitué à Tylove (uk)), au sud de Sébastopol (avec notamment des anciens du 880e) ; le 1er septembre 1993, c'est au tour du 43e bataillon de marine d'être mis sur pied à Feodosia-13 (surtout avec des para et des conscrits). Le 20 septembre 1994, la 4e brigade de marine est formée à Tylove, intégrant le 27e. En 1995, l'infanterie de marine est déployée dans les villes de Crimée pour maintenir l'ordre face à des tensions avec les Tatars et les russophones. En mai 1996, les unités sont transférées dans la Garde nationale, puis reviennent à la Marine en octobre 1997. À l'été 2001, les troupes sont réorganisées, la désormais 1re brigade de marine a sous ses ordres le 1re bataillon amphibie et une division d'artillerie, tandis que l'ex-43e devient le 2e bataillon de marine. Le 10 août 2001, le 1er bataillon déménage à Feodossia ; la brigade est dissoute en décembre 2003, le 2e bataillon en 2004.

### Guerre russo-ukrainienne
Le 26 décembre 2013, le 501e bataillon mécanisé devient le 501e bataillon de marine, en garnison à Kertch. Le 27 février 2014 au matin, les casernes de Feodosia et de Kertch sont encerclées par des troupes sans insigne ni aucune marque, mais armées à la russe (les « petits hommes verts »). Le 21 mars, les militaires ukrainiens se voient offrir individuellement trois possibilités : soit rester fidèle à leur serment donc se laisser désarmer et partir vers le reste de l'Ukraine, soit démissionner, soit prêter serment de fidélité à la Russie. Sur 650 militaires des deux bataillons, 196 partent pour l'Ukraine (137 du 1er bataillon et 59 du 501e).
Les militaires restés fidèles à l'Ukraine servent de cadres pour reformer les 1er et 501e bataillons de marine, désormais basés à Mykolaïv. En 2014-2015, un groupe tactique formé avec des volontaires de ces deux bataillons de marine est engagé dans la guerre du Donbass (appelé par les Ukrainiens l'« opération anti-terroriste »).
Le 20 juillet 2015, la 36e brigade d'infanterie navale est mise sur pied à Mykolaïv (avec bataillons à Berdiansk et Marioupol) en y intégrant les deux bataillons, avec comme commandant celui du 1er bataillon. En septembre 2015, le 137e bataillon de marine est créé à Dachne (uk) (banlieue nord-ouest d'Odessa). En 2016, ce qui restait du 406e groupe d'artillerie côtière, évacué de Simferopol à Zaporijjia, est transféré à Mykolaïv, puis sert de base à la formation de la 406e brigade d'artillerie, affectée aux troupes de marine. Une division en est détachée pour former en mars 2016 le 32e régiment de lance-roquettes (32-й реактивний артилерійський полк), installé à Altestove (à côté de Dachne).

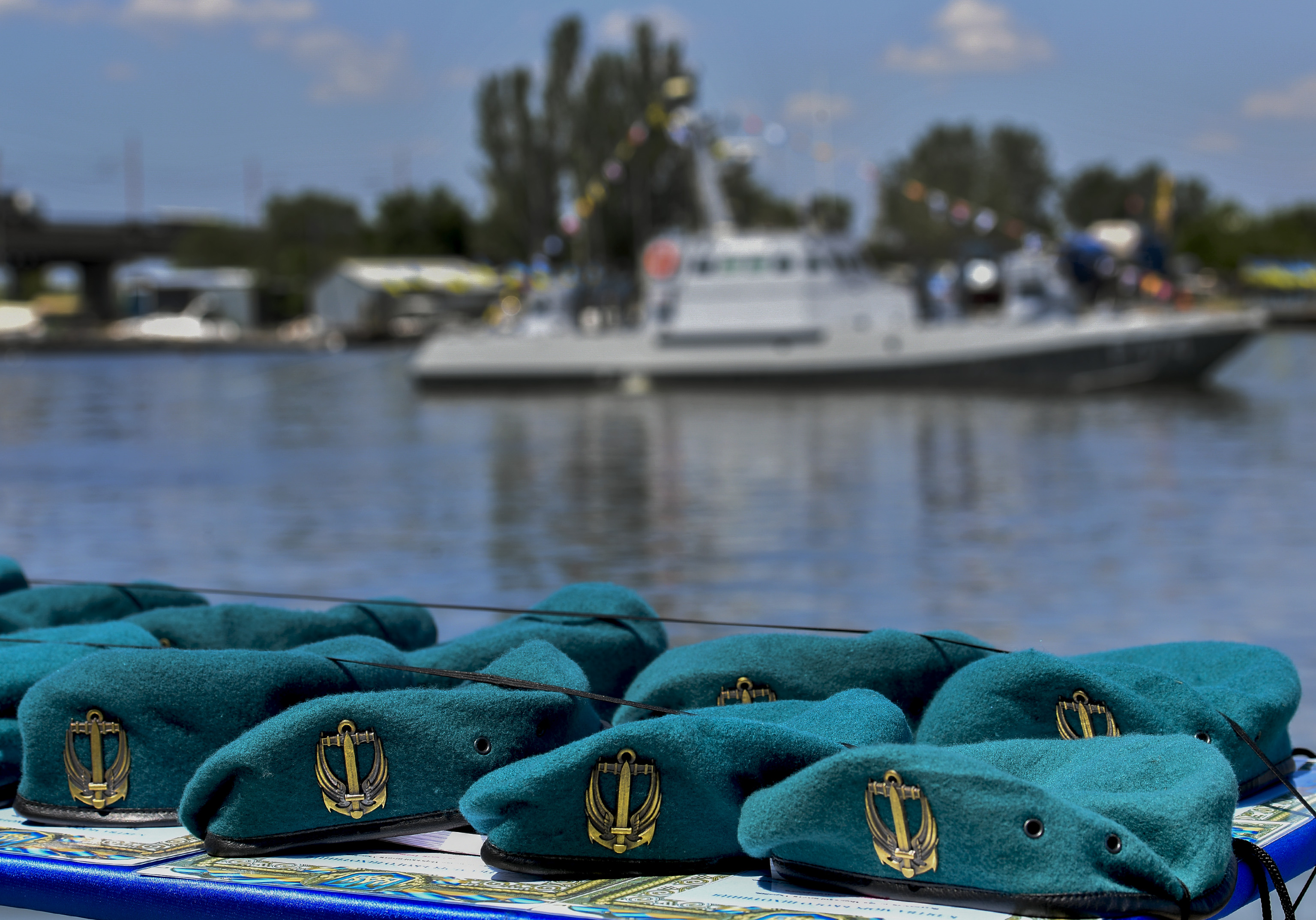
Présentation des nouveaux bérets, devant une canonnière de la classe Gyurza-M.

En janvier 2018, est annoncé le remplacement des quelques T-64 par tout un bataillon de T-80 dans la brigade de marine. En mai 2018, les bérets noirs, hérités des troupes de marine soviétiques, sont remplacés par des bérets verts marine (comme ceux des Royal Marines britanniques et du Régiment Lagunari italiens) dans le cadre plus large de la décommunisation. Un nouvel emblème est sélectionné, tandis que le 23 mai (anniversaire de la formation en 1918) est pris comme jour de fête. Toujours en 2018, le commandement du corps de marine (Командування морської піхоти, abrégé en КМП) est créé à Mykolaïv. La 35e brigade reçoit deux nouvelles unités, le 18e bataillon de marine (ex 18e bataillon d'infanterie motorisée, ex-18e bataillon de défense territoriale « Odessa » formé en mai 2014) à Sarata (à l'ouest d'Odessa) et le 88e bataillon de marine (ex 88e bataillon d'assaut aérien) à Bolhrad (bordant le delta du Danube). Enfin, en septembre 2018, une deuxième brigade de marine est mise sur pied à Dachne autour du 137e bataillon, avec pour nom la 35e brigade d'infanterie navale. En avril 2019, se rajoute le 140e bataillon de reconnaissance, installé à Skadovsk (sur le golfe carnitique).
L'invasion de l'Ukraine par la Russie a comme première conséquence l'envoi au combat des unités de marine, utilisées comme des unités d'infanterie mécanisée classiques. Le 18 mars 2022, deux missiles russes Kalibr frappent la caserne de la 36e brigade à Mykolaiv. Puis le 501e bataillon de la brigade se retrouve encerclé durant toute la bataille de Marioupol. Le 13 avril, les Russes annoncent que le bataillon s'est rendu. Ces troupes occupent l'Usine métallurgique Illitch de Marioupol. Les derniers combattants se rendent le 20 mai. Les autres conséquences pour le corps de marine est son développement, avec la création des 37e et 38e brigades en février 2023, ainsi que son rééquipement partiel avec du matériel occidental (des canons M777, des chars légers AMX-10 RC, des blindés de transport Patria Pasi, BMC Kirpi et Humvee). Pour la contre-offensive ukrainienne de 2023, le corps de marine est engagé en un bloc au sud de Velyka Novossilka (dans l'oblast de Donetsk), attaquant devant Novodonetske en juin, et surtout progressant vers le sud le long de la Mokri Yaly en juillet-août, jusqu'au village d'Ourojaïne (uk).

## Organisation

Symbole OTAN pour une brigade de marine.

L'essentiel du corps de marine ukrainien est organisé en brigades. Les brigades d'infanterie de marine sont structurées presque à l'identique des brigades mécanisées des Forces terrestres, à ceci prêt qu'elles sont partiellement équipées de véhicules blindés amphibies (BTR-80, etc.) ; cette différence s'est un peu estompée depuis février 2022.
La brigade-type est une grande unité interarmes comprenant trois bataillons d'infanterie de marine (chacun de 600 hommes et 45 BTR, subdivisé en trois compagnies), un bataillon de chars (de 40 chars et 314 hommes), un groupe d'artillerie (une batterie de contrôle/acquisition de cibles, deux « divisions » d'artillerie automotrice, une division de lance-roquettes multiples et une division antichar) et les habituelles unités organiques que sont le bataillon de lutte antiaérienne (avec des missiles sol-air), du génie, de logistique, de réparation, une compagnie de reconnaissance, une autre de tireurs d'élite, une de transmissions, une de guerre électronique et une de protection NBC (РХБ).

### Liste des unités

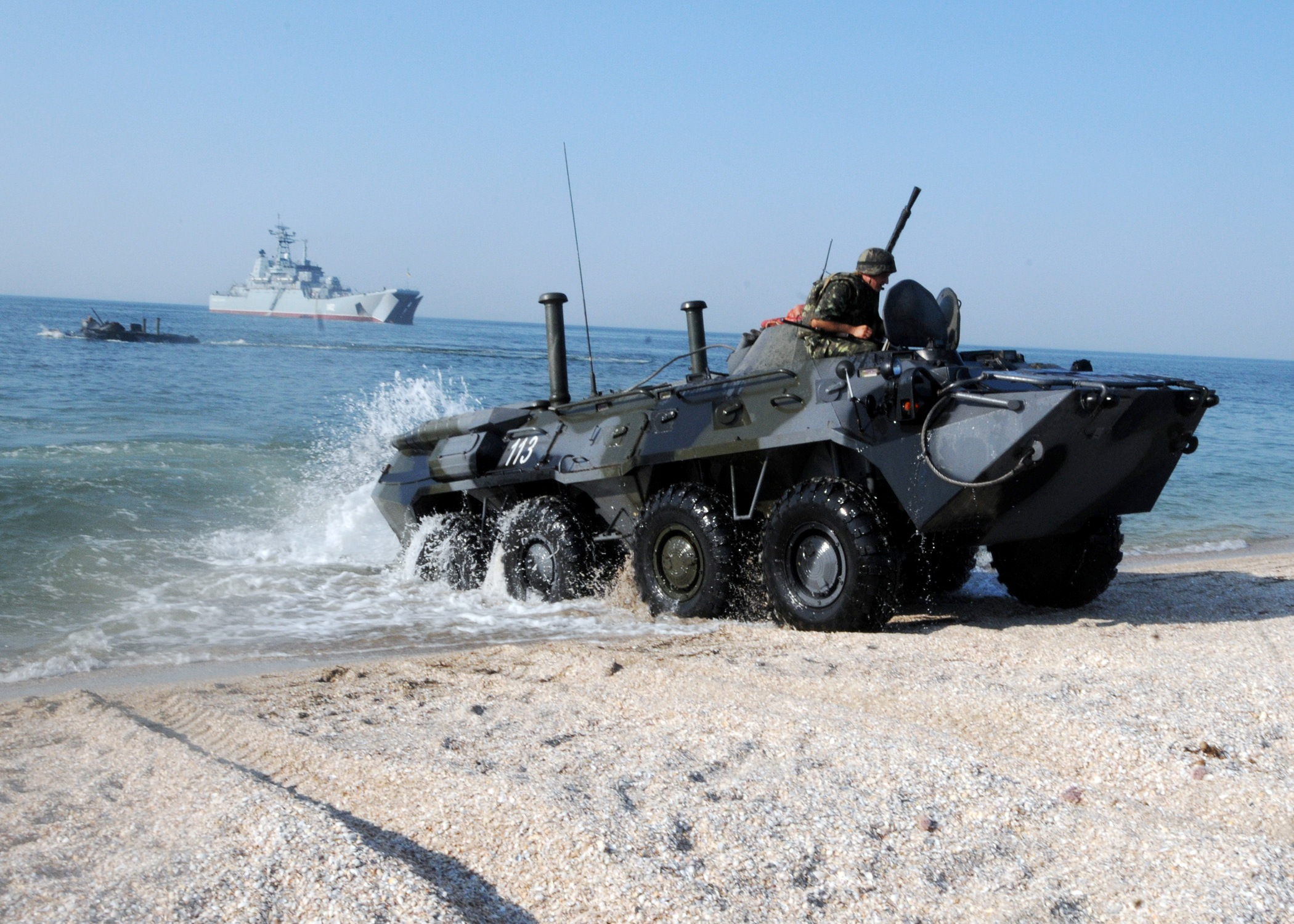
Débarquement sur la flèche de Tendra en 2010, BTR-80 et le U402.

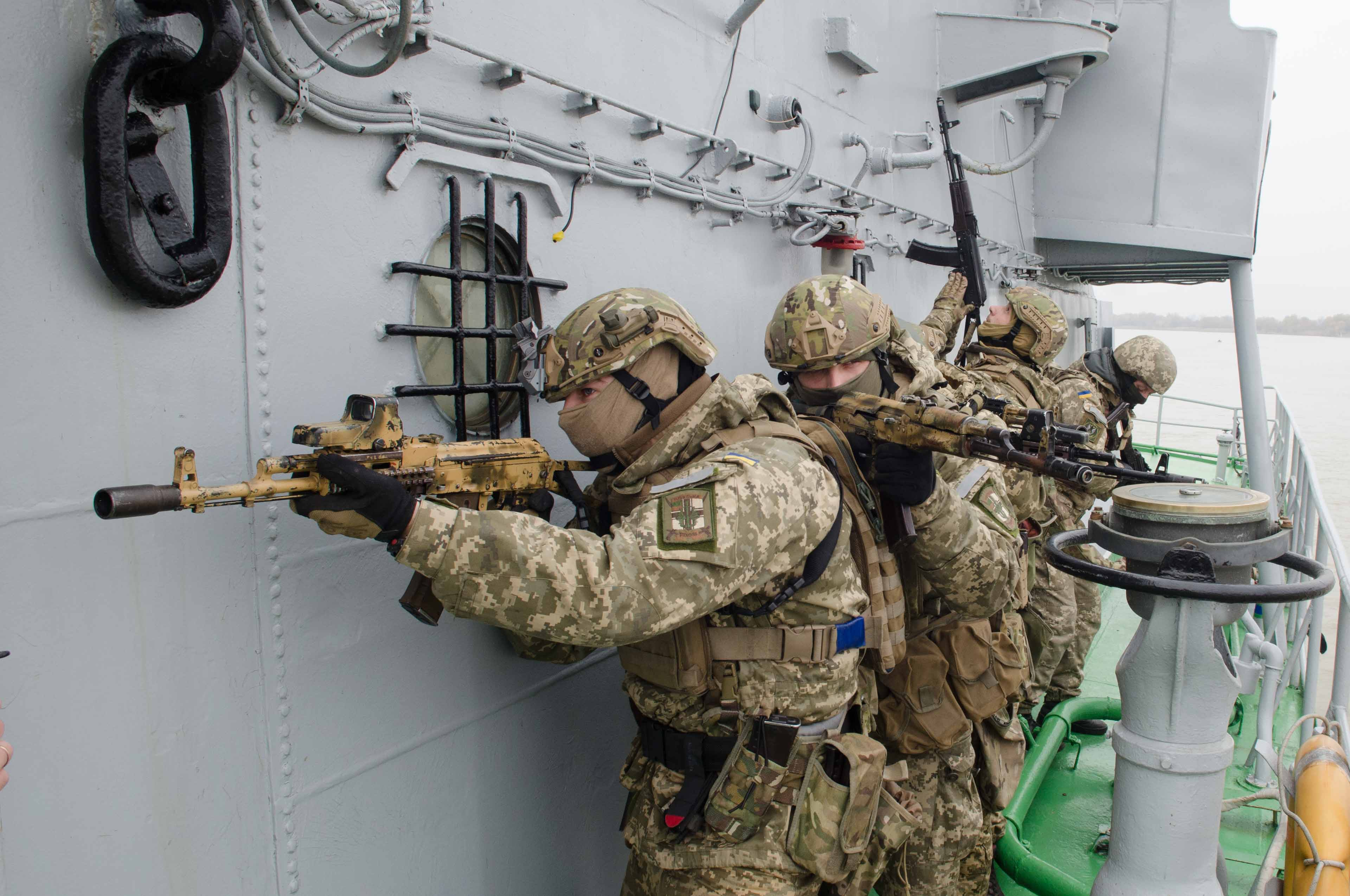
1er bataillon de marine à l'entraînement en 2016.

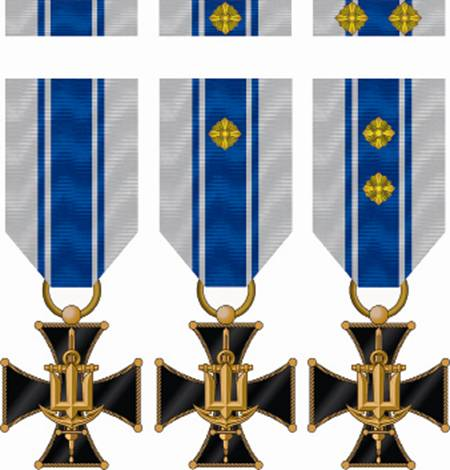
Croix de l'infanterie navale décernée par le Ministère de la Défense (Ukraine).

- Commandement du Corps de marine, à Mykolaïv :
  - 
    -  80e bataillon de commandement ;

  -  32e brigade d'artillerie (uk), à Altestove, oblast d'Odessa ;
  -  35e brigade de marine, Unité militaire A0216 à Datchne (uk) dans l'oblast d'Odessa[11] :
    -  1er bataillon d'infanterie de marine[11] ;
    -  2e bataillon d'infanterie de marine[11] ;
    -  18e bataillon de marine (uk) Unité militaire A4210 (sur BTR-80), à Sarata[11] ;
    -  88e bataillon de marine (uk) Unité militaire A2613 à Bolhrad[11] ;
    -  137e bataillon de marine (uk) Unité militaire A3821 à Datchne (uk)[11] ;
    -  Compagnie « Bourrasque » (en ukrainien : Шквал (Shkval))[12],[13],[11] ;
    -  Bataillon de chars[11] ;
    -  Groupe  d'artillerie de la brigade (2S1 Gvozdika et BM-21 Grad)[11] ;
    -  Bataillon antiaérien[11] ;
    -  Bataillon du génie naval[11] ;
    -  Bataillon logistique[11] ;
    -  Bataillon de maintenance navale ;

  -  36e brigade de marine, à Mykolaïv :
    -  1er bataillon de marine, à Mykolaïv ;
    -  501e bataillon de marine (uk), à Berdiansk ;
    -  503e bataillon de marine (uk), à Marioupol ;
    -  bataillon de chars (sur T-80) ;
    -  groupe d'artillerie de la brigade (2S1 Gvozdika et BM-21 Grad) ;

  -  37e brigade de marine ;
  -  38e brigade de marine ;
  -  126e brigade de défense territoriale, à Odessa ;
  -  406e brigade d'artillerie, à Mykolaïv :
    -  66e division d'artillerie, à Berdiansk ;
    -  67e division d'artillerie, à Otchakiv ;
    -  65e division de missiles côtiers, à Datchne ;
    -  64e division d'artillerie, à Bilhorod-Dnistrovskyï ;

  -  32e régiment de lance-roquettes (uk), à Altestove ;
  -  140e bataillon de reconnaissance (uk), à Skadovsk ;
  - 7e bataillon de missiles antiaériens, à Otchakiv ;
  -  école des troupes de marine, à Mykolaïv ;
  -  241e centre d'entraînement à Radensk (uk) dans l'oblast de Kherson.

Les unités sont engagées lors de l'invasion de l'Ukraine par la Russie.

## Commandants

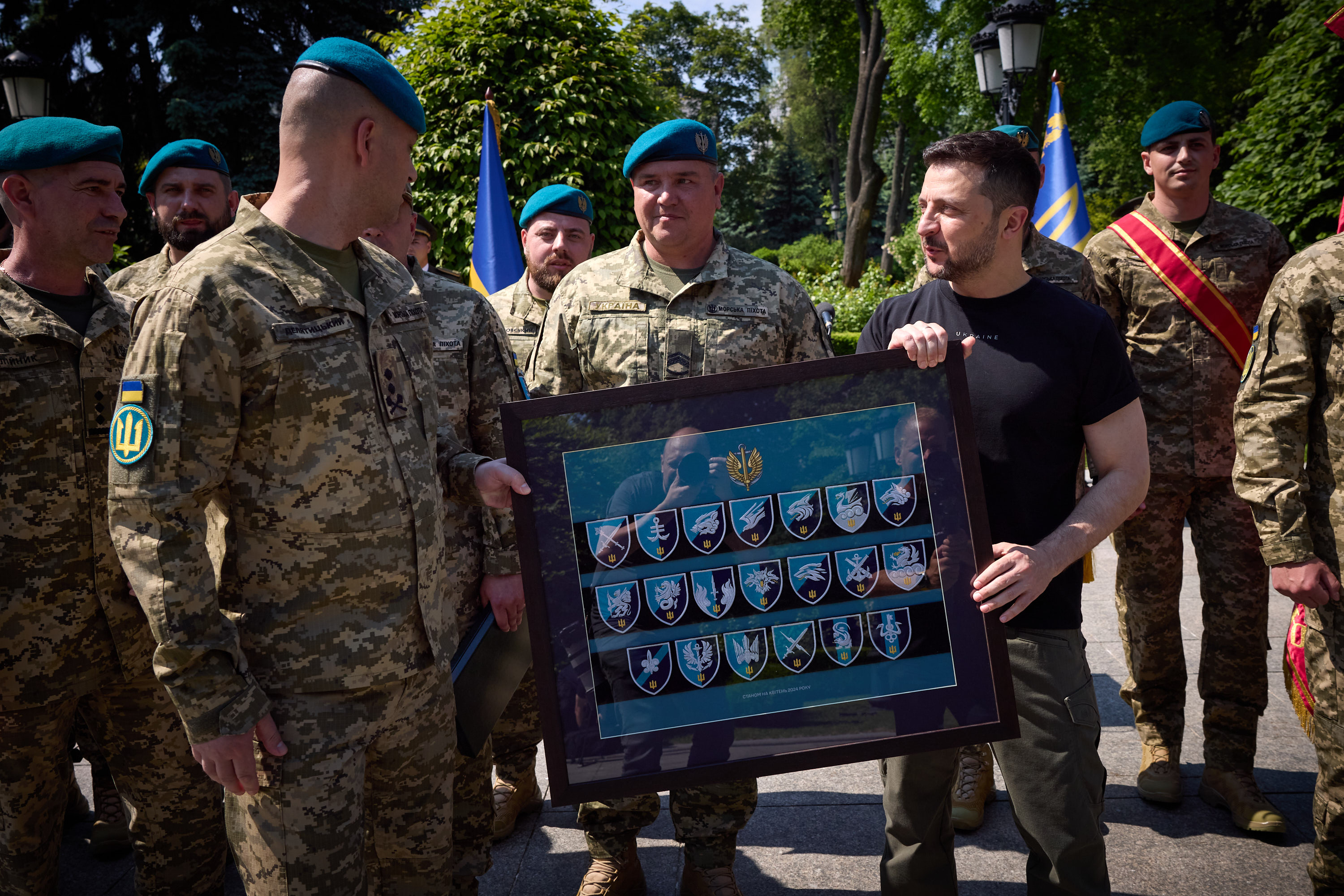
Le président Zelensky lors de la journée des troupes de marine, 23 mai 2024.

- Depuis avril 2024  : Dmytro Delyatskyi[14]
- 2018 à 2024 : Iouriy Sodol.

### Personnalités liées
- Contre-amiral Mykhaïlo Bilinskiy.
- Major-général Iouriy Sodol[15], héros de l'Ukraine[16].
- Yevdokiya Zavaliy, commandante dans la 83e brigade de fusiliers de marine lors de la Grande Guerre patriotique[17].